# New Hampshire Indy 225
New Hampshire Indy 225 — бывший этап серии IRL IndyCar на трассе New Hampshire Motor Speedway в Лаудоне, США.

## История
Овальная трасса в Лаудоне дебютировала в календаре первенства CART IndyCar в 1992 году, заменив в летней части календаря этап на дорожной трассе в Ист-Ратерфорде.
В 1996 году приз перешёл в календарь свежесозданного первенства Indy Racing League. Первые два этапа под новой юрисдикцией проходили с разницей почти в год, но учитывались в результатах одного сезона (Организаторы серии тогда проводили длинный полуторагодичный сезон, продолжавшийся с августа 1996 по октябрь 1997 года. Гонки на New Hampshire Motor Speedway числились в нём первым и предпоследним этапами.).
Этап 1996 года был известен и своей спортивной составляющей: ту гонку уверенно возглавлял Тони Стюарт, имея преимущество над вторым местом в несколько кругов, но проблемы на пит-стопе за 18 кругов до финиша вынудили его сойти из-за проблем с электроустановкой болида и победу одержал Скотт Шарп, принёсший своей команде A. J. Foyt Enterprises первую за пятнадцать лет победу в гонках подобного уровня.
Соревнование продержался в календаре высших дивизионов американских первенств на машинах с открытыми колёсами семь розыгрышей, после чего по финансовым соображениям был отменён.
В 2011 году, когда у, теперь уже, IRL IndyCar возникли проблемы с организацией этапов на большинстве известных американских трасс овального типа, гонка в Лаудоне была возобновлена. Этап был запланирован на рекордно длинную дистанцию в 225 кругов, но из-за последних километрах дистанции дождя гонщики проехали лишь 215 витков. Директор гонки пытался несколько раз закончить гонку в полном формате, но так и не сумел это сделать: последний, постфактум отменённый рестарт, закончился массовым завалом, когда на влажной трассе развернуло машину Даники Патрик. С финансовой точки зрения проведение этапа вновь оказалось убыточным, а найти нового крупного спонсора под гонку не удалось, из-за чего New Hampshire Motor Speedway вновь выпал из календаря чемпионата.

## Победители прошлых лет

### Этапы IRL IndyCar
| Сезон               | Дата                | Победитель          | Команда               | Шасси               | Двигатель           | Отчёт               |
| Период CART IndyCar | Период CART IndyCar | Период CART IndyCar | Период CART IndyCar   | Период CART IndyCar | Период CART IndyCar | Период CART IndyCar |
| ------------------- | ------------------- | ------------------- | --------------------- | ------------------- | ------------------- | ------------------- |
| 1992                | 5 июля              | Бобби Рэйхол        | Rahal/Hogan Racing    | Lola                | Chevrolet-Ilmor     | Отчёт               |
| 1993                | 8 августа           | Найджел Мэнселл     | Newman/Haas Racing    | Lola                | Ford-Cosworth       | Отчёт               |
| 1994                | 21 августа          | Эл Анзер-мл.        | Penske Racing         | Penske              | Mercedes-Benz-Ilmor | Отчёт               |
| 1995                | 20 августа          | Андре Рибейру       | Tasman Motorsports    | Reynard             | Honda               | Отчёт               |
| Период IRL IndyCar  |                     |                     |                       |                     |                     |                     |
| 1996-97             | 18 августа 1996     | Скотт Шарп          | A.J. Foyt Enterprises | Lola                | Ford-Cosworth       | Отчёт               |
| 1996-97             | 17 августа 1997     | Робби Бюл           | Team Menard           | G-Force             | Oldsmobile          | Отчёт               |
| 1998                | 28 июня             | Тони Стюарт         | Team Menard           | Dallara             | Oldsmobile          | Отчёт               |
| 2011                | 14 августа          | Райан Хантер-Рей    | Andretti Autosport    | Dallara             | Honda               | Отчёт               |

### Гонки поддержки

#### Этапы IRL Indy Lights
| Сезон | Дата       | Победитель       |
| ----- | ---------- | ---------------- |
| 1992  | 5 июля     | Адриан Фернандес |
| 1993  | 8 августа  | Стив Робертсон   |
| 1994  | 21 августа | Грег Мур         |
| 1995  | 20 августа | Грег Мур         |
| 1992  | 14 августа | Джозеф Ньюгарден |

#### Этапы NASCAR Whelen Modified Tour
| Сезон | Дата       | Победитель    |
| ----- | ---------- | ------------- |
| 1994  | 21 августа | Стив Парк     |
| 1995  | 20 августа | Майк Стефаник |
| 1996  | 18 августа | Тони Хиршман  |
| 1997  | 16 августа | Ян Лети       |
| 1998  | 28 июня    | Майк Стефаник |
| 2011  | 13 августа | Майк Стефаник |